# Grâce Muwawa
 (octobre 2024).
 (octobre 2024).
Grâce Muwawa Luwungi, né à Kinshasa, en République démocratique du Congo, est un Professeur d’université, avocat au Barreau de Kinshasa/Matete, associé fondateur et Coordonnateur du Cabinet Intelligence Consulting SARL.

## Biographie
Né à Kinshasa, il est détenteur d’une licence en Droit de l’Université protestante au Congo et d’un doctorat en Droit de l’Université de Kinshasa, option Droit Economique et Social, c’est depuis le 4 juillet 2024, qu’il a soutenu sa thèse de doctorat en droit avec mention la plus grande distinction sur : « Essai de théorisation de la faute en matière du travail ».

## Parcours
Il est depuis 2015 avocat au Barreau de Kinshasa/Matete, et depuis 2020 avocat sénior et vice-coordonnateur au cabinet d’avocats OVK Law Firm SCP.
Il est également depuis juillet 2016, expert international certifié en droit du travail et formateur en droit des affaires issu de l’OHADA et de 2020 à ces jours : consultant et responsable du département juridique de www.Actualité.cd.
Conseiller juridique au Cabinet du Ministre de la Santé Publique, Hygiène et Prévention entre août 2020 et mai 2022, il conseille plusieurs entreprises et établissements publics congolais principalement à Kinshasa.
En 2022, il est nommé assistant en charge des enseignements à la Faculté de Droit de l’Université de Kikwit, (UNIKIK).
De septembre 2023 à ces jours il est associé fondateur et Coordonnateur du Cabinet Intelligence Consulting SARL.
Par Arrêté ministériel n°019/MINESU/CAB.MIN/SASM/MKK/2025 du 6 mai 2025,  Grâce Muwawa a été nommé au grade de professeur associé à l’Université de Kikwit.
Il est également membre de la Commission Permanente de la Réforme du Droit Congolais, organe stratégique chargé de moderniser et d’harmoniser le cadre juridique national nommé par arrêté du Ministre d’État, Ministre de la Justice et Garde des Sceaux.

## Productions scientifiques

### Travaux scientifiques et professionnels inédits
1. Grâce MUWAWA LUWUNGI, La faute en matière du travail. Essai de théorisation, Thèse de Doctorat, Université de Kinshasa, Faculté de Droit, Département de Droit Économique et Social, juillet 2024 ;
2. Grâce MUWAWA LUWUNGI, Le licenciement pour motif individuel et son contentieux en droit du travail congolais, Mémoire de DES-DEA, Université de Kinshasa, Faculté de Droit, Département de Droit Économique et Social, mars 2021 ;
3. Grâce MUWAWA LUWUNGI, Droit du travail. Rapports individuels et rapports collectifs du travail, support d’enseignement, Université de Kikwit, Faculté de Droit, Première licence, Année académique 2022 – 2023 ;
4. Grâce MUWAWA LUWUNGI, Droit congolais de la sécurité sociale, Support d’enseignement, Université de Kikwit, Faculté de Droit, troisième licence LMD, Année académique 2023 – 2024 ;
5. Grâce MUWAWA LUWUNGI, Droit congolais des affaires issu de l’OHADA, Support d’enseignement, Université de Kikwit, Faculté de Droit, Première licence, Année académique 2023 – 2024 ;
6. Grâce MUWAWA LUWUNGI, La classification des emplois dans un établissement public congolais, Dubaï, Support de formation et de renforcement des capacités des cadres de la direction des ressources humaines du Fonds de Promotion de l’Industrie, mars 2023 ;
7. Grâce MUWAWA LUWUNGI, La réforme des entreprises publiques en droit congolais, Brazzaville, Support de formation et de renforcement des capacités des cadres des directions juridiques du Fonds de Promotion de l’Industrie, FPI en sigle, de la Société Nationale d’Électricité, SNEL en sigle, de la Caisse Nationale de Sécurité Sociale, CNSS en sigle, de la Société Nationalité des Chemins de Fer du Congo, SNCC en sigle, Brazzaville, avril 2023 ;
8. Grâce MUWAWA LUWUNGI, La gestion du personnel et gestion axée sur les résultats, Brazzaville, Support de formation et de renforcement des capacités des cadres de la direction des ressources humaines du Fonds de Promotion de l’Industrie, juin 2023 ;
9. Grâce MUWAWA LUWUNGI, Le plan de carrière individuel et collectif dans un établissement public congolais, Istanbul, Support de formation et de renforcement des capacités des cadres de la direction des ressources humaines du Fonds de Promotion de l’Industrie, mai 2024 ;
10. Grâce MUWAWA LUWUNGI, L’immunité d’exécution et l’insaisissabilité des biens des entreprises publiques et des personnes morales de droit public, Dubaï, Support de formation et de renforcement des capacités des cadres de la direction des ressources humaines du Fonds de Promotion de l’Industrie, juin 2023 ;
11. Grâce MUWAWA LUWUNGI, sécurité sociale, carrière et préparation à la retraite, Brazzaville, Support de formation et de renforcement des capacités des cadres de la direction des ressources humaines du Centre d’Expertise, d’Évaluation et de Certification des matières précieuses et semi-précieuses, CEEC en sigle, août 2023 ;

### Ouvrages de doctrine
1. KUMBU ki NGIMBI Jean-Michel et MUWAWA LUWUNGI Grace, Méthodologie juridique, Kinshasa, Galimage, 2016 ;
2. MUWAWA LUWUNGI Grâce, Le code du travail congolais annoté et commenté, Kinshasa, Ed. Doc&Juris, 2024 (A paraître) ;
3. Grâce MUWAWA LUWUNGI, Droit congolais des affaires issu de l’OHADA, Kinshasa, Ed. Doc&Juris, 2024 (A paraitre) ;

### Charge horaire et enseignements universitaires
1. Droit du travail (Rapports individuels et rapports collectifs) ;
2. Droit de la sécurité sociale ;
3. Droit des contrats spéciaux ;
4. ⁠Législation en Matière Economique ;
5. Droit des sociétés.